# 588
588(오백팔십팔)은 587보다 크고 589보다 작은 자연수다.

## 수학
- 합성수로, 그 약수는 총 18개다. (1, 2, 3, 4, 6, 7, 12, 14, 21, 28, 42, 49, 84, 98, 147, 196, 294, 588)
  - 588의 진약수의 합은 1008이므로, 588은 과잉수다.
- {\displaystyle 588=21\times 28}
  - 연속하는 두 개의 {\displaystyle 7n}({\displaystyle n}은 자연수)의 곱으로 나타낼 수 있으며, 이 성질을 지닌 앞의 수는 294, 다음 수는 980이다.
  - 연속하는 두 삼각수의 곱으로 나타낼 수 있으며, 이 성질을 지닌 앞의 수는 315, 다음 수는 1008이다.
- {\displaystyle 97^{2}-1}은 588로 나누어떨어진다.

## 과학
- NGC 588(영어판): 삼각형자리 방향에 있는 전리수소영역.
- 588 아킬레스: 목성 트로이군에 속하는 소행성.

## 교통
- 현도 제588호선

## 군사
- U-588(영어판, 독일어판): 제2차 세계 대전에 사용된 나치 독일의 군용 잠수함.

## 문화유산
- 대한민국의 보물 제588호: 강민첨 초상

## 기타
- 연도: 588년, 기원전 588년
- 청량리 588: 대한민국 서울특별시 동대문구 전농동에 위치한 청량리역 일대의 홍등가를 일컫는 은어로, 이 곳은 흔히 윤락 여성들이 일하는 술집으로 유명한 곳이다. 이 곳이 588이라는 별칭이 붙은 이유는 이 일대의 주소가 모두 서울특별시 동대문구 전농동 588번으로 시작되는 번지로 되어 있기 때문이다. 현재 관할 구청인 동대문구청의 계획에 의해 다수의 업소가 철거되어 일부 부지는 인근 가톨릭대학교 부속 성바오로 병원 주차장으로 사용되고 있다.